# Lofton R. Henderson
Lofton R. Henderson, född 24 maj 1903 i Lorain, Ohio, död 4 juni 1942 vid slaget vid Midway, var en marin pilot i amerikanska marinkåren under andra världskriget. Han var chef för VMSB-241 i slaget vid Midway och är erkänd som den första marina flygare att dö under striden medan han ledde sin skvadron under anfall mot japanska hangarfartygsstyrkor.

## Biografi
Lofton Henderson föddes den 24 maj 1903 i Lorain, Ohio.
Han utexaminerades från United States Naval Academy 1926. Före andra världskriget tjänstgjorde han i Kina och vid olika baser i Västindien samt på hangarfartygen Langley, Ranger och Saratoga.
Major Henderson tilldelades postumt Navy Cross för sina hjältemod vid det historiska slaget vid Midway, ett av de avgörande slagen i Stillahavskriget. Under tiden han ledde 16:e marinkårens flygplan i ett glidande bombanfall på hangarfartyget Hiryū fattade hans vänstra vinge eld när han började sitt sista final. Henderson fullföljde attacken och omkom när hans flygplan dök mot fiendens hangarfartyg.

## Hedersomnämnande

### Navy Cross-utmärkelse
HENDERSON, LOFTON R.

Major, U.S. Marine Corps

Marine Scout-Bombing Squadron 241 (VMSB-241), Marine Aircraft Group 22 (MAG-22), Naval Air Station, Midway

Stridsdatum: 4 juni 1942

Citat:

Navy Cross tilldelas Lofton R. Henderson, major, US Marine Corps, för extraordinärt hjältemod som Squadron Commander of Marine Scout-Bombningen Squadron TWO HUNDRED FORTY-ONE (VMSB-241), under strider mot de fientliga japanska styrkorna i slaget vid Midway den 4 juni 1942. Med total brist på respekt för sin egen säkerhet, med stort omdöme och modig aggressivitet inför ett starkt fiendemotstånd, lett sin skvadron i en attack som påtagligt bidragit till att besegra fienden. Han rapporterades därefter som saknad i strid. Man tror att han tappert gav upp sitt liv i tjänst åt sitt land.

### Övrigt
I augusti 1942 erövrades det delvis konstruerade japanska flygfältet på Guadalcanal. Detta var i början av fälttåget vid Guadalcanal för att driva ut fienden från både Guadalcanal och systerön Tulagi. Flygfältet fick namnet Henderson Field i hans ära.
År 1945 uppkallades jagaren USS Henderson (DD-785) efter honom.
Bron på 21:a gatan i sin hemstad Lorain, Ohio omdöptes till Lofton Henderson Memorial Bridge.
Han tilldelades också Purpurhjärtat.